# مد وجزر جوي

درجة حرارة المد والجزر واضطرابات الرياح على ارتفاع 100 كم لشهر سبتمبر 2005 كدالة للوقت العالمي. وتستند الرسوم المتحركة إلى الملاحظات الإستطلاعية باستخدام جهاز قياس الإشعاعات ذات النطاق العريض وأجهزة قياس تداخل دوبلر على متن القمر الصناعي (TIMED).تظهر تراكب أهم مكونات المد والجزر اليومي وشبه اليومي.

المد والجزر الجوي هي موجات ضغط في الغلاف الجوي ناتجة عن التقلبات الدورية التي تحدث على نطاق شامل في الغلاف الجوي للأرض وتشبه في نواح كثيرة، مد وجزر المحيطات.
يحدث المد والجزر الجوي نتيجة تأثير تسخين الشمس للغلاف الجوي خلال اليوم. وتأثير مجال جاذبية القمر. والتفاعلات الغير الخطية بين المد والجزر وأمواج روسبي بالإضافة إلى إطلاق الحرارة الكامنة الواسع النطاق بسبب الحمل الحراري الجوي في المناطق الاستوائية.

## آثار المد الجوي
يشكل المد والجزر الجوي آلية هامة لنقل دخل الطاقة في الغلاف الجوي السفلي من الغلاف الجوي العلوي، في حين تسيطر على حركيات الغلاف المتوسط وطبقة الغلاف الحراري السفلي.ولذلك، فإن دراسة المد والجزر الجوي ضرورية لفهم الغلاف الجوي ككل.وهناك حاجة إلى نمذجة ومراقبة المد والجزر الجوي من أجل التنبؤ ورصد التغيرات في الغلاف الجوي للأرض .